# Grosvenor House West Marina Beach
Grosvenor House West Marina Beach – 48-piętrowy wieżowiec w Dubai Marina w Dubaju w Zjednoczonych Emiratach Arabskich, obsługiwany przez sieć hotelową Le Méridien. Budynek ma wysokość 210 metrów, został ukończony w 2005 roku.